# Paul Winter Consort
Paul Winter Consort est un groupe musical américain (en fait, la géométrie du groupe varie d'un projet à l'autre) dirigé par le saxophoniste soprano Paul Winter.

## Histoire
Fondé en 1967, le groupe mélange des éléments de musique classique, jazz, musiques du monde aussi bien que des « chants » d'animaux ou des bruits de la nature. Le groupe s'est en partie dissous pour former Oregon. Plusieurs musiciens ont participé au projet Paul Winter Consort comme, entre autres, les bien souvent multi-instrumentistes Naná Vasconcelos, Ruth Ben-Zvi, Collin Walcott, Glen Moore, Steve Gadd, Richard Bock, David Darling, Ralph Towner, Guillermo Franco, etc.
L'album Road a accompagné les astronautes américains sur la lune dans le programme Apollo.
Le groupe joue un mélange orienté jazz, musiques du monde et musique new age et est récompensé à plusieurs reprises par un Grammy pour ses productions discographiques. 

## Discographie
- 1968 : The Winter Consort
- 1969 : Something in the Wind
- 1970 : Road (A&M, réédité en 1989)[1]
- 1972 : Icarus (réédité en 1984)[3]
- 1978 : Common Ground[4]
- 1985 : Earth: Voices of a Planet (1985)[5]
- 1986 : Wintersong
- 1993 : Spanish Angel (Grammy)
- Celtic Solstice
- 2005 : Silver Solstice (Grammy)[6]
- 2007 : Crestone (Grammy)[7]
- 2010 : Miho: Journey to the Mountain (Grammy)
- 2011 : EarthMusic